# Parrias Coupà
Parrias Coupà – szczyt górski położony w Alpach Kotyjskich, na granicy Francji z Włochami. Osiąga wysokość 3261 m n.p.m.

## Charakterystyka
Góra jest częścią masywu Gruppo del Chambeyron, znajdującej się na południe od Brec de Chambeyron. Dominuje  nad Doliną Stroppia (od strony włoskiej), oraz nad Doliną dell'Ubaye (od strony francuskiej).